# Bitva o Toškivku
Bitva u Toškivky byl ozbrojený konflikt kolem Toškivky, hornaté obce v Severodoněckém rajónu v Luhanské oblasti, v rámci ruské invaze na Ukrajinu v roce 2022.

## Bitva
Toškivka je pětitisícová vesnice ležící jižně od města Lysyčansk a spolu s nedalekým městem Ustynivka byla strategickým místem pro ukrajinské a ruské/proruské síly v bitvě o Donbas. Kdo je držitelem města, má přístup do Lysyčanska a dalších několika měst v Luhanské oblasti západně od řeky Doněc.
Bitva začala 9. května poté, co ruské a proruské jednotky zahájily několik útoků na osady Toškivka, Voevodivka a Nyžnie, ale byly odraženy ukrajinskými silami. Bylo zničeno devět tanků, jeden dron Orlan-10 a různé další vybavení na ruské straně. Po několika dnech menších bojů bitva znovu vypukla 20. a 23. května, ačkoli ruské síly nebyly schopny získat mnoho území. Ve snaze ulevit vojákům bojujícím v mnohem větší bitvě o Severodoněck zahájily ruské síly útok na Toškivku, který částečně uspěl. Dne 21. června jak ruské, tak ukrajinské ministerstvo obrany uvedlo, že ruské a kolaborantské síly kontrolují Toškivku, přičemž ukrajinská strana uvedla, že jejich jednotky se také stáhly z kapsy obklopující města Hirske a Zolote.